# SmartThings
SmartThings Inc. är ett amerikanskt hemautomationsföretag med huvudkontor i Mountain View, Kalifornien. Sedan augusti 2014 är det ett dotterföretag till Samsung Electronics.
Företaget grundades 2012, och fokuserar på utvecklingen av automatiseringsmjukvara och en tillhörande uppsättning klientapplikationer, samt molnplattformar för smarta hem och Sakernas internet. 
SmartThings finns tillgänglig för nedladdning på Google Play Butik, och iOS App Store.